# Martín Cauteruccio
Martín Cauteruccio Rodríguez (Montevideo, 14 aprile 1987) è un calciatore uruguaiano, attaccante del Bolívar.

## Palmarès

### Club

#### Competizioni nazionali
- Campionato uruguaiano: 1

Nacional: 2008-2009
- Campionato argentino: 1

San Lorenzo: Torneo Inicial 2013
- Supercopa Argentina: 1

San Lorenzo: 2015

#### Competizioni internazionali
- Coppa Libertadores: 1

San Lorenzo: 2014
- Leagues Cup: 1

Cruz Azul: 2019

### Individuale
- Capocannoniere del campionato peruviano: 1

2024 (35 reti)